# Djarengol Kaigama
Djarengol Kaigama est un quartier de la ville de Maroua, dans la région de l'Extrême-Nord du Cameroun, situé dans la commune d'arrondissement de Maroua I, subdivision de la communauté urbaine de Maroua.

## Histoire
Il est l'un des quartiers les plus peuplés de la ville de Maroua et sa population est constituée de diverses ethnies.

## Éducation
Djarengol Kaigama dispose d'une école maternelle, d'une école primaire d'application, d'une école primaire privée, et du collège Jacques de Bernon.

## Religion
La paroisse Saint-Jean de Maroua est située dans ce quartier.